# Eatoniella roseospira
Eatoniella roseospira är en snäckart som först beskrevs av Powell 1937.  Eatoniella roseospira ingår i släktet Eatoniella och familjen Eatoniellidae. Inga underarter finns listade i Catalogue of Life.